# Nordlandspils

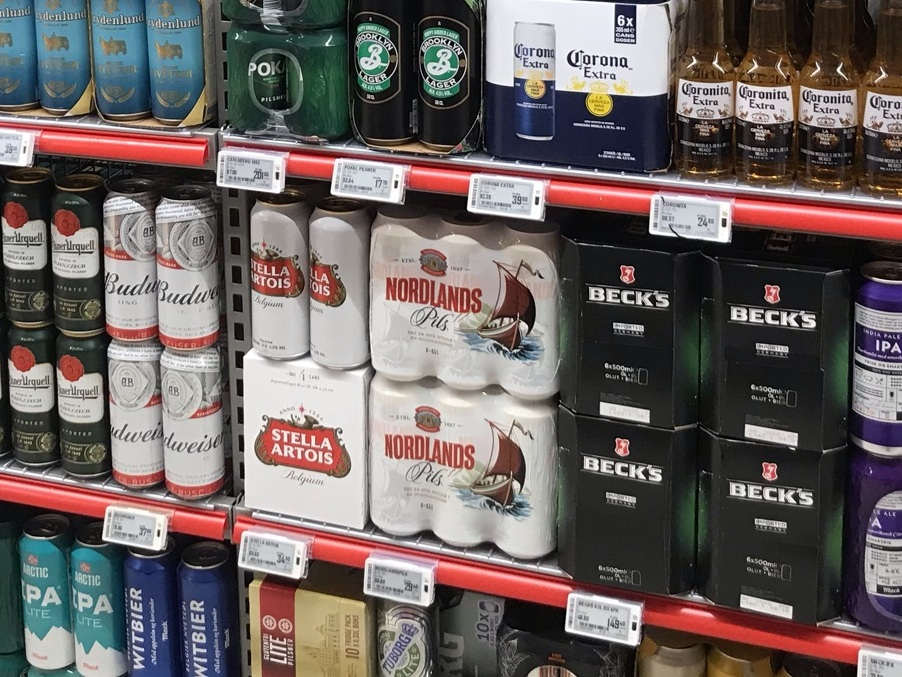
Nordlandspils

Nordlandspils är en ölsort som tillverkas av E.C. Dahls bryggeri i Trondheim i Norge. Ölet som är en pilsner innehåller malt, humle, jäst och vatten och innehåller 4,5 % alkohol.
Nordlandspils har tillverkats sedan 1897. Från början var det Nordlandsbryggeriet i Bodø som bryggde ölet men sedan 2000 har tillverkningen skett i Trondheim hos E.C. Dahls bryggeri.